# Assedio di Livorno
L'assedio di Livorno fu un episodio della storia risorgimentale italiana che vide la conquista e il sacco della città toscana da parte dell'esercito austriaco, maggiore in numero e in artiglierie.
In ricompensa del valore dimostrato dalla cittadinanza livornese nella difesa fatta nelle giornate del 10 ed 11 maggio 1849, nel 1906 il gonfalone della città di Livorno fu decorato con la medaglia d'oro al Valore "benemerite del Risorgimento nazionale".

## Contesto storico
Le vicende che portarono alla invasione del Granducato di Toscana e della città di Livorno ebbero inizio nel gennaio 1848.
Il 6 gennaio Livorno insorse e per le strade iniziarono i volantinaggi liberali; l'episodio si concluse con il momentaneo arresto di Francesco Domenico Guerrazzi e la concessione della Costituzione da parte del sovrano Leopoldo II.
Frattanto, le conseguenze della prima guerra di indipendenza si ripercossero in tutto il granducato.
Nell'agosto del medesimo anno, Livorno fu teatro di una sommossa popolare, a seguito della quale il granduca nominò Giuseppe Montanelli e Guerrazzi alla guida del primo ministero democratico d'Italia.
Montanelli richiese a Leopoldo l'elezione di trentasette deputati toscani da mandarsi alla Costituente romana. Fece approvare la proposta dal Parlamento, ma la necessaria controfirma del granduca non giunse mai in quanto, il 30 gennaio 1849, questi abbandonò Firenze per rifugiarsi in una nave inglese a Porto Santo Stefano.
Quindi l'8 febbraio giunse a Livorno Giuseppe Mazzini, che annunciò alla folla la fuga del granduca. Il 9 febbraio venne istituito un triumvirato composto da Guerrazzi, Montanelli e Giuseppe Mazzoni, che scrisse una nuova costituzione e proclamò, il 15 febbraio, la Repubblica.

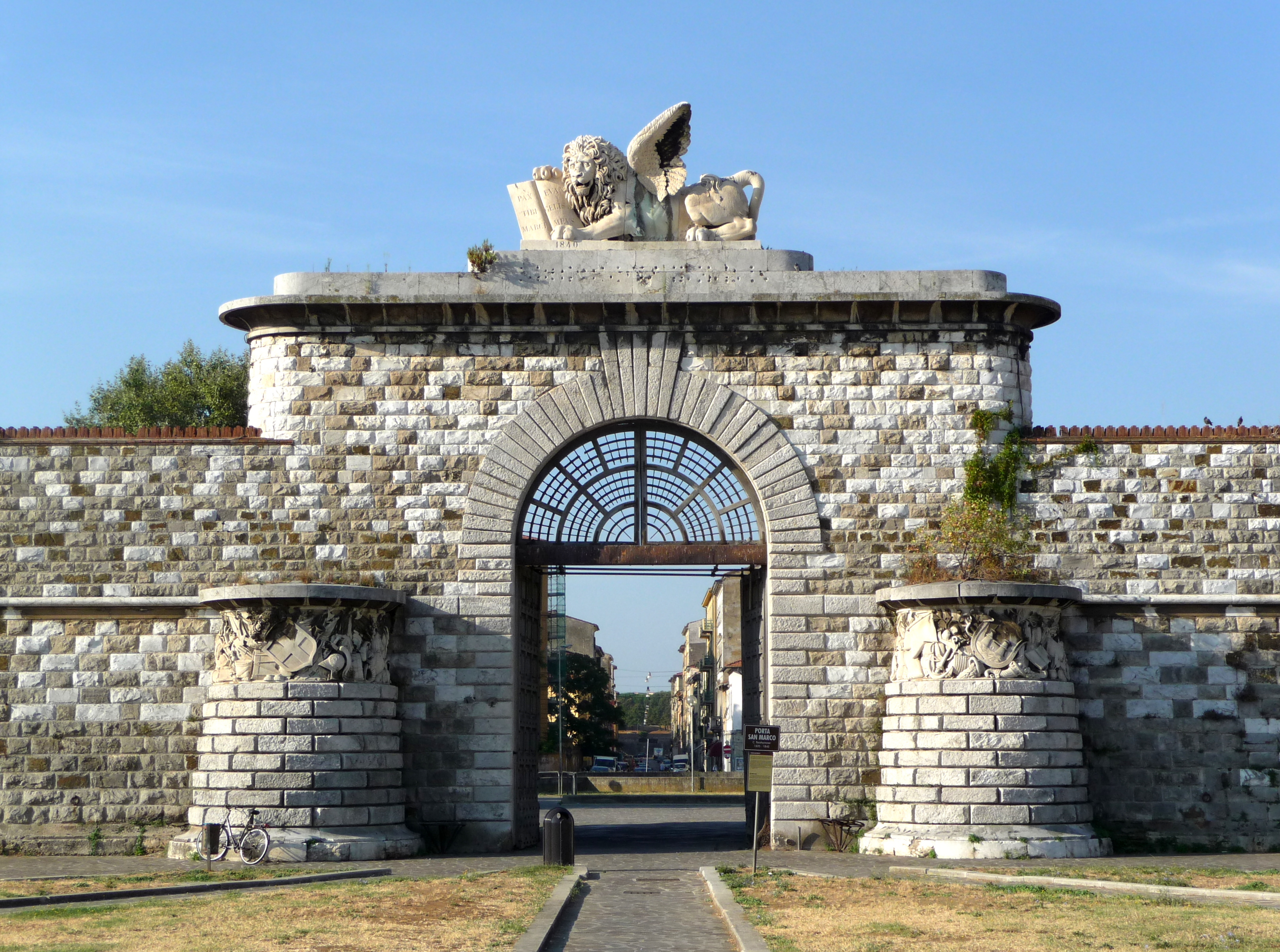
Porta San Marco

Leopoldo II fuggì a Gaeta, mentre la nuova assemblea elettiva di Firenze, inaugurata il 25 marzo, proclamò, il 27 marzo, Guerrazzi dittatore.
Tuttavia il Municipio di Firenze si oppose al nuovo governo e avviò una contro-rivoluzione per la restaurazione del granduca, che vinse con l'appoggio dell'esercito e della guardia nazionale.
I livornesi, che nel frattempo avevano costituito un governo della città presieduto da Giovanni Guarducci, non accettarono la decisione della restaurazione e il 18 aprile dichiarano il tradimento del comune di Firenze, proclamando la resistenza.
Nel maggio 1849 l'esercito austriaco, condotto da Costantino d'Aspre, giunse in Toscana per permettere la restaurazione del granduca Leopoldo II.
Conquistata Pisa, il 10 maggio l'esercito austriaco arrivò alle porte di Livorno forte di 50 cannoni e di un esercito superiore di circa 10 volte al numero degli insorti.
Alla difesa della città parteciparono Andrea Sgarallino, Enrico Bartelloni, il colonnello francese De Serre e il maggiore lucchese Ghilardi.
Per far fronte all'assedio austriaco furono costruite barricate in quella che sarebbe stata la futura via Solferino (dove si stabilì Sgarallino), in via Palestro (dove si organizzarono i volontari) e nella piazza San Marco, a ridosso delle Mura Leopoldine. Dal Forte San Pietro e dalla Fortezza Nuova vennero organizzate delle bande di difensori, ai quali si aggiunsero gli uomini del Bartelloni.

## La difesa di Livorno del 10 e 11 maggio 1849
Dopo l'avvistamento degli austriaci, all'alba del 10 maggio 1849, le campane del Palazzo Comunale di Livorno lanciarono il primo allarme, che in breve risuonò in tutti i campanili della città.
Costantino d'Aspre offrì la resa ai livornesi, ma in risposta le porte vennero chiuse e i bersaglieri di Bartelloni fecero fuoco sugli austriaci.
Alle 6 del mattino si udirono i primi colpi di cannone dalla trincea situata in località Santo Stefano ai Lupi.
Successivamente i difensori della città effettuarono alcune uscite di ricognizione nei dintorni della città; alle 8 i cannoni livornesi spararono agli austriaci nei pressi della Porta San Leopoldo.
Intorno alle 9 tutte le formazioni di ricognizione furono costrette a effettuare una ritirata dentro le mura, mentre dal Forte San Pietro i cannoni dei rivoltosi sparavano ancora con successo.
Durante il corso della mattina, dalle mura adiacenti alla Barriera Fiorentina e alla Porta San Marco le compagnie di volontari e le milizie popolari fecero fuoco sugli austriaci, i quali erano intenti a circondare la città.
Successivamente, gli uomini guidati da Bartelloni si spostarono sulle case vicine e sul campanile della chiesa di San Giuseppe.
Nella notte, caratterizzata da un violento temporale, gli spari cessarono.
Il mattino seguente Andrea Sgarallino ispezionò le barricate di via Solferino, dinnanzi alla Porta San Marco, mentre il vescovo Girolamo Gavi convocò i consoli di Francia, Inghilterra e Stati Uniti per un tentativo di mediazione, rivelatosi vano.
Alle 7 gli austriaci riversarono tutta la loro potenza di fuoco contro la città ed in particolare contro il Forte San Pietro e la non distante cinta daziaria di Porta San Marco. Proprio in prossimità della porta, l'esercito austriaco riuscì ad aprire una breccia, costringendo i difensori a ripiegare dietro le barricate.
Al seguito delle truppe austriache vi era anche Bettino Ricasoli, che per i livornesi ebbe esclusivamente parole di disprezzo.

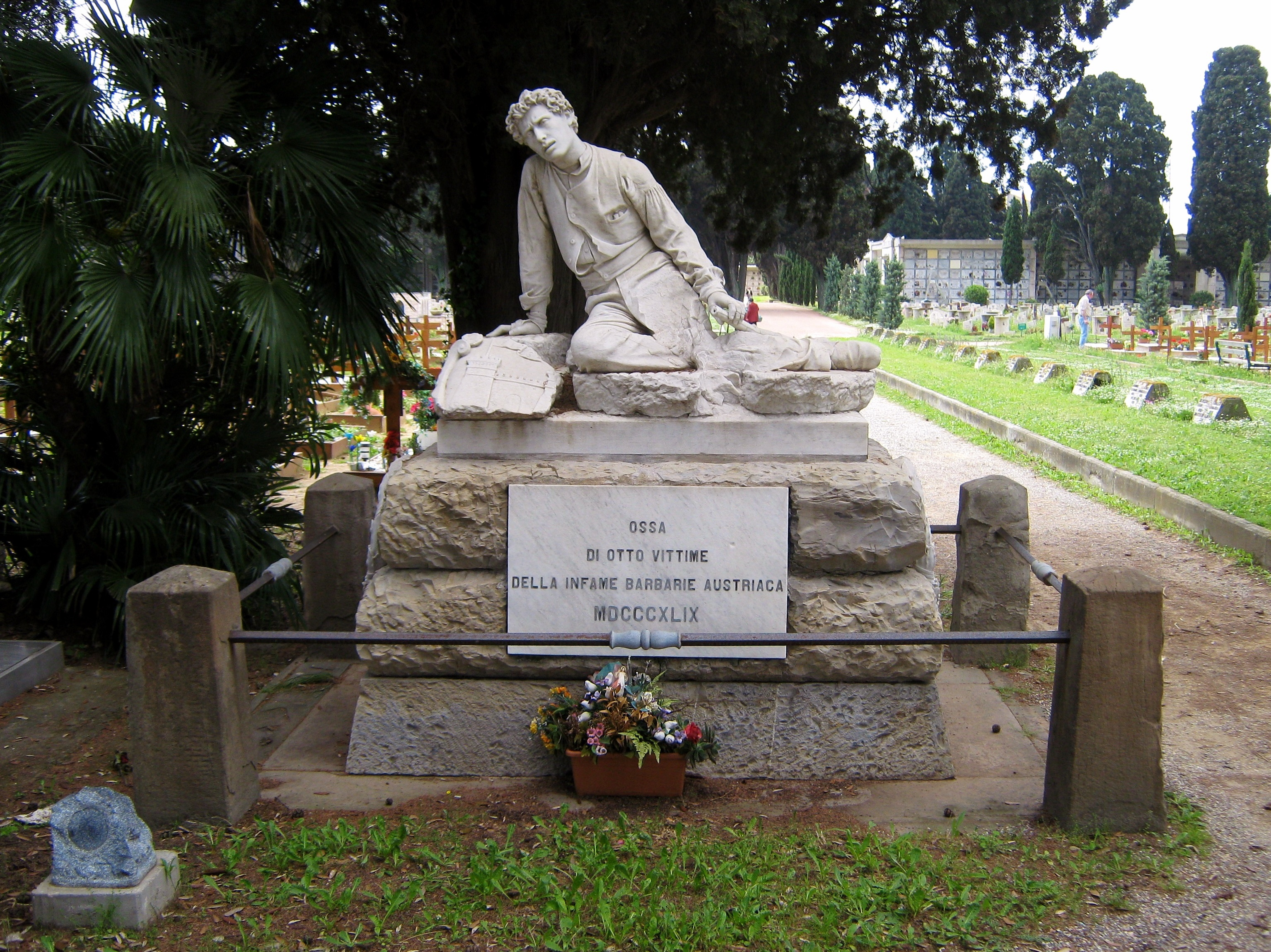
L. Gori, monumento a otto livornesi vittime delle rappresaglie austriache, presso il cimitero comunale

Malgrado l'estrema resistenza, alle 10:30 la città fu completamente occupata dalle truppe del d'Aspre, che invasero caserme e fortilizi.
La città fu saccheggiata dagli austriaci, che intanto uccisero coloro che ancora stavano opponendo resistenza.
Le perdite tra i difensori della città furono, secondo lo storico Piombanti, circa 90, ma le fonti sono discordanti.
Bartelloni stesso, per non fuggire, insultò una guardia, venne riconosciuto e fucilato.
Altre esecuzioni, senza processo, si tennero al Lazzaretto di San Jacopo.
Dopo una settimana di saccheggi, il d'Aspre fece sospendere il sacco e chiese il pagamento di 400 000 fiorini. Poi riprese il cammino verso Roma.
Alcuni decenni dopo i resti dei livornesi fucilati dagli austriaci furono trasferiti nel cimitero comunale dei Lupi e fu dato incarico a Lorenzo Gori di scolpire un monumento commemorativo.
Nel 1889 alcune lapidi in memoria dei combattenti livornesi furono poste all'esterno della Porta San Marco.
Nel 1869 avvenne un oscuro episodio di vendetta. Il generale Franz del Crennevile, che era stato colonnello dell'esercito austriaco durante le operazioni militari e poi comandante della guarnigione di occupazione rimasta per anni a Livorno, era tornato in città durante un viaggio. Passeggiando al porto la sera del 24 maggio col console d’Austria, Niccolò Inghirami, fu riconosciuto. Alcune persone lo assalirono armate di coltello. Il console morì, il generale che era evidentemente il vero obiettivo, venne solo ferito. Furono indagati Iacopo Sgarallino, Corrado Dodoli e altri esponenti dell'estremismo di sinistra in città. Il processo ebbe un enorme eco in tutta Italia. Garibaldi si espose pubblicamente a difesa degli imputati (alcuni dei quali avevano combattuto tra i Mille, e fece in modo che nel collegio di difesa sedesse anche Francesco Crispi. Tutti finirono assolti.